# Phaciocephalus tutuliae
Phaciocephalus tutuliae är en insektsart som beskrevs av Frederick Arthur Godfrey Muir 1921. Phaciocephalus tutuliae ingår i släktet Phaciocephalus och familjen Derbidae. Inga underarter finns listade i Catalogue of Life.